# Lista zabytków w Mġarr
To jest lista zabytków w miejscowości Mġarr na Malcie, które są umieszczone na liście National Inventory of the Cultural Property of the Maltese Islands.

## Lista
| Nazwa zabytku          | Lokalizacja          | Współrzędne                                   | Nr na liście NICPMI | Zdjęcie |
| ---------------------- | -------------------- | --------------------------------------------- | ------------------- | ------- |
| Świątynie Ta’ Ħaġrat   | Triq San Pietru      | 35°55′06,9″N 14°22′06,9″E/35,918570 14,368582 | 00011               |         |
| Rzymskie łaźnie        | Triq Għajn Tuffieħa  | 35°55′36,9″N 14°21′27,2″E/35,926903 14,357550 | 00012               |         |
| Świątynie Skorba       | Triq L-Imqades       | 35°55′15,2″N 14°22′40,1″E/35,920882 14,377796 | 00015               |         |
| Wieża Għajn Tuffieħa   | Triq Għajn Tuffieħa  | 35°55′51,0″N 14°20′36,6″E/35,930838 14,343498 | 0057                |         |
| Wieża Ta’ Lippija      | Ta’ Lippija          | 35°55′20,4″N 14°20′46,1″E/35,922323 14,346136 | 0058                |         |
| Falca Gap Entrenchment | Triq Sir Temi Zammit | 35°54′37,1″N 14°24′01,0″E/35,910307 14,400276 | 1425                |         |